# Kongres Władz Lokalnych i Regionalnych Europy
Kongres Władz Lokalnych i Regionalnych to organ doradczy, reprezentujący władze lokalne i regionalne członków Rady Europy. Składa się z Izby Władz Lokalnych i Izby Regionów. Od 1994 r. jest organem stałym zbierającym się raz do roku w Strasburgu. Poprzednikiem Kongresu, była istniejąca od 1987 roku Stała Konferencja Władz Lokalnych i Regionalnych.
Głównymi zadaniami Kongresu Władz Lokalnych i Regionalnych jest promowanie rozwoju demokracji na szczeblu lokalnym i umacnianie kontaktów regionów z zagranicą.
W maju 2005 r. Kongres podjął współpracę z działającym w Unii Europejskiej i mającym zbieżne cele Komitetem Regionów.

## Skład
Każde państwo członkowskie Rady Europy posiada w Kongresie tylu delegatów oraz ich zastępców, ile ma ono w Zgromadzeniu Parlamentarnym. Zgodnie z tym obecnie Kongres liczy 648 członków - 324 przedstawicieli i 324 zastępców. Przedstawiciele danego państwa muszą posiadać mandat pochodzący z wyborów regionalnych lub lokalnych.

## Struktura
Kongresowi przewodzi wybierany co dwa lata przewodniczący. Przewodniczącego wybierają na przemian Izba Władz Lokalny i Izba Regionów. 
Obie Izby wybiera co 2 lata swoich przewodniczących i 7-osobowe prezydium. Połączone prezydia tworzą Prezydium Kongresu Władz Lokalnych i Regionalnych. Prezydium Kongresu przygotowuje sesje plenarne Kongresu, koordynuje pracę Izb i komitetów oraz ustala budżet.
Kongres posiada też Komitet Stały, który reprezentuje Kongres w okresach pomiędzy sesjami. Poza tym możliwe jest tworzenie komitetów statutowych i grup ad hoc. Komitety stałe to:
- Komitet Instytucjonalny, stworzony w 2000 r. spotyka się cztery razy w roku (pozostałe komitety odbywają trzy spotkania). Jego zadania to przygotowywanie raportów na temat rozwoju demokracji lokalnej i regionalnej w Europie;
- Komitet Kultury i Edukacji, który zajmuje się sprawami młodzieży, mediów, komunikacji społecznej i sportu;
- Komitet Zrównoważonego Rozwoju odpowiada ze problemy środowiska naturalnego oraz planowanie urbanistyczne i przestrzenne;
- Komitet do spraw Spójności Społecznej, którego zadania dotyczą takich kwestii jak zatrudnienie, obywatelstwo, migracje, równość płci.

## Cele i zadania
Kongres ma za zadanie zagwarantować rzeczywisty udział władz lokalnych i regionalnych w procesie jednoczenia Europy i pracach Rady Europy. Kongres prowadzi działania zmierzające do upowszechnienia demokracji lokalnej i regionalnej oraz wzmocnienia współpracy granicznej i międzyregionalnej.

### Zadania
- doradza Komitetowi Ministrów i Zgromadzeniu Parlamentarnemu Rady Europy w sprawach polityki regionalnej i lokalnej;
- przygotowuje raporty o sytuacji polityki regionalnej i lokalnej w krajach członkowskich Rady i krajach kandydujących;
- zapewnia poszanowanie Europejskiej Karty Samorządu Lokalnego.